# Summer Babe
Summer Babe, conosciuta anche come  "Summer Babe (Winter Version)" è un singolo del gruppo musicale statunitense Pavement, pubblicato il 23 agosto 1991 come primo estratto dall'album in studio d'esordio Slanted and Enchanted. Inizialmente è stato pubblicato come un singolo su disco da 7 pollici (all'epoca fu descritto come un EP) dalla Drag City Records di Chicago con il titolo di Summer Babe. Fu il loro unico singolo sotto l'etichetta Drag City prima che la band si trasferisse alla Matador Records di New York. Le canzoni del singolo di Drag City furono in seguito incluse nella compilaion Westing (By Musket & Sextant) della Drag City e in Slanted & Enchanted: Luxe & Reduxe di Matador. La canzone non entrò nelle classifiche di Billboard.
Una versione leggermente differente della canzone con voce diversa, conosciuta ufficialmente come Summer Babe (Winter Version), in seguito divenne il brano di apertura del primo album del gruppo, Slanted and Enchanted, pubblicato nell'aprile 1992. Nel 2004 Summer Babe (Winter Version) è stata classificata al numero 286 da Rolling Stone nella sua lista delle "500 migliori canzoni di tutti i tempi". (Nel 2010 la lista fu aggiornata e la canzone scese al 292º posto.) Nel 2019 Paste classificò al secondo posto posto tra le 15 migliori canzoni dei Pavement, e, nel 2022, Consequence of Sound la mise al quinto posto tra le migliori canzoni del gruppo.

## Composizione
Le canzoni furono scritte da Stephen Malkmus, che all'epoca viveva tra Hoboken e Jersey City assieme a Scott Kannberg e la registrazione fu prodotta dalla coppia.

## Accoglienza
Pitchfork ha scritto che la canzone "delinea l'atto di equilibrismo di Malkmus tra il giullare di corte e il sapiente. Occorre una fiducia pazzesca per iniziare il tuo singolo di debutto con "Ice baby" dopo soli due anni dalla hit numero uno di Vanilla Ice. "Summer Babe" oscilla tra la serietà personale e il totale nonsenso; quando Malkmus canta, con una risata esasperata: "Drop off," è come se ridesse di se stesso."

## Canzoni
1. Summer Babe – 3:13
2. Mercy Snack: The Laundromat – 1:39
3. Baptist Blacktick – 2:03

Durata totale: 6:55

## Video musicale
Il video musicale della canzone, cosa abbastanza rara, fu diretto da una donna di nome "Tanya S.", uno dei primi membri dei Silver Jews. Il video vede Malkmus, Nastanovich e Ibold mimare la canzone (con e senza strumenti) assieme a fondali di New York e brevi video dell'allora fidanzata di Malkmus (un altro membro dei Silver Jews).